# スタヴィスキー事件

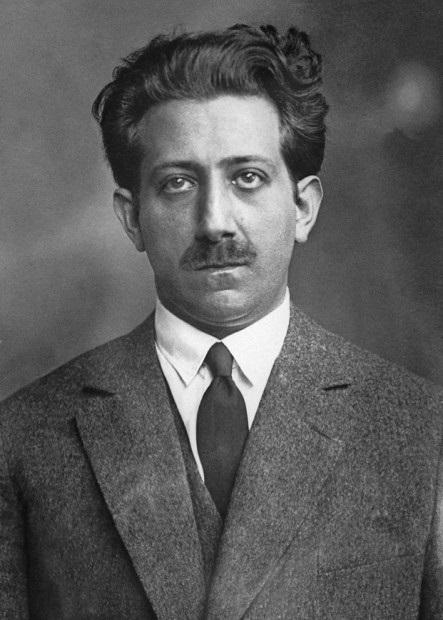
セルジュ・アレクサンドル・スタヴィスキー(1926年)

スタヴィスキー事件（仏: Affaire Stavisky、英: Stavisky Affair）は、1933年末にフランスで発生した疑獄事件である。時の政権をも揺るがす一大スキャンダルに発展すると共に、左右両翼の対立が激化する大きな原因となった。

## 経過

### 前史
ウクライナ・キエフ出身のユダヤ人、セルジュ・アレクサンドル・スタヴィスキーは、1931年にバイヨンヌ市立信用金庫を自ら設立。同信用金庫を使って、5億フランを超えるともいわれる巨額の債券を発行した。

### 詐欺の発覚

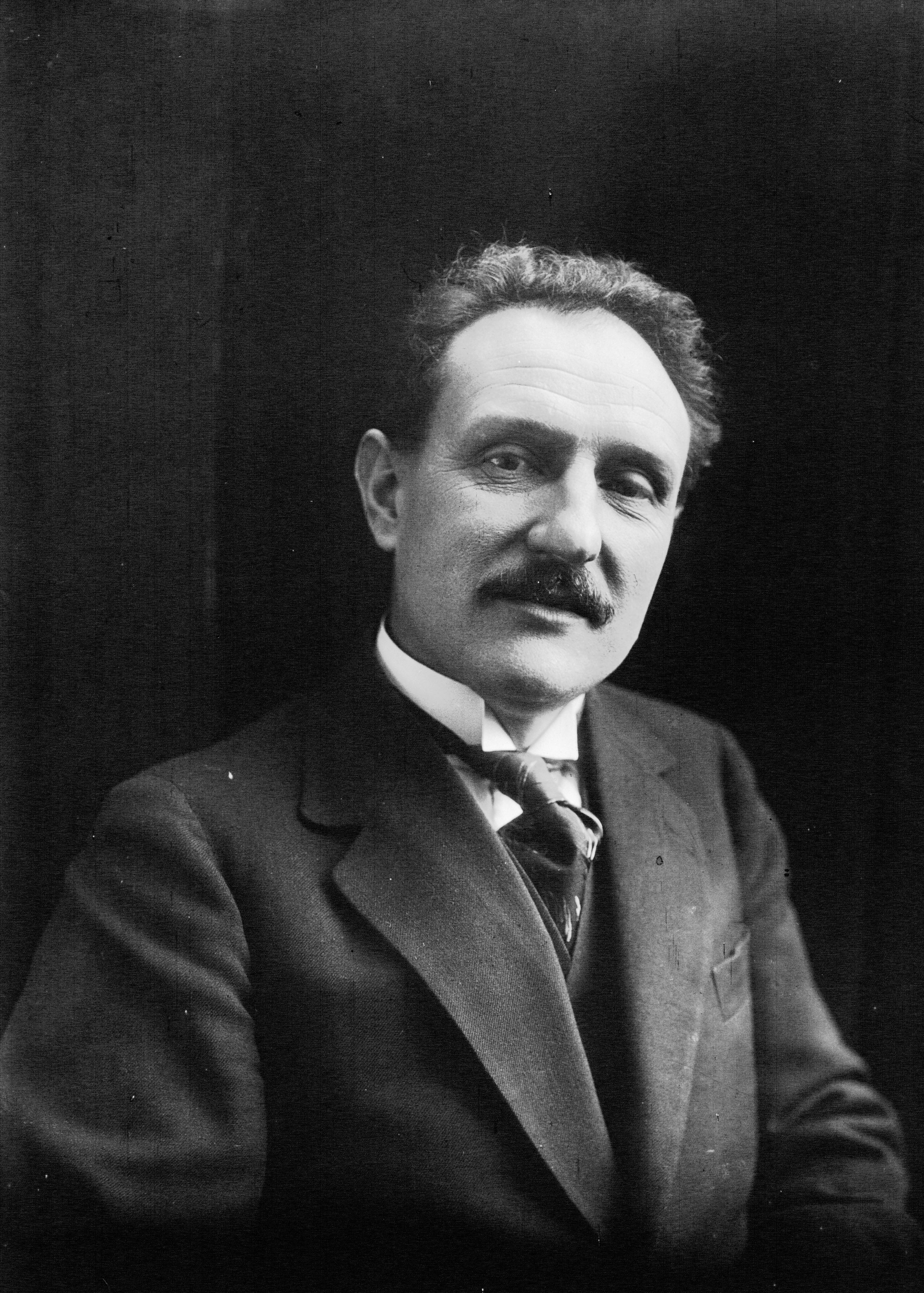
カミーユ・ショータン

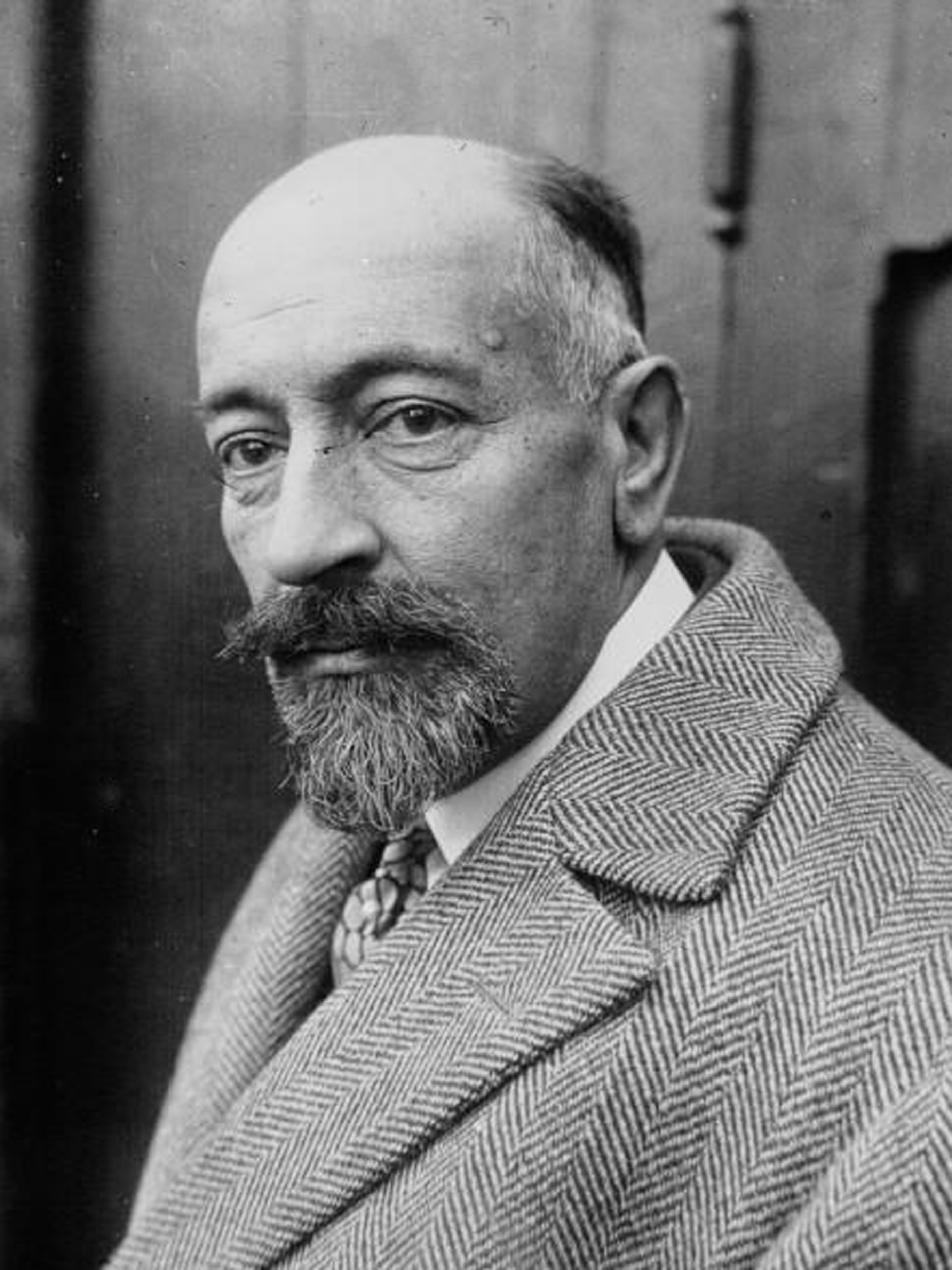
アルベール・ダリミエ

1933年12月末、スペイン国境付近の小都市バイヨンヌの市立信用金庫が倒産した。巨額の債券の担保として供された宝石類は、盗品あるいは模造品であったことが発覚。更に、詐欺行為に多くの要人が関係していたこと、スタヴィスキーに対し長期間の保釈が許可されていることが報じられるに及んで、事件は重大化した。当初は新聞も大きく取り上げてはいなかったが、程なくして同信用金庫を舞台とする詐欺の疑惑が浮上したことから、世論は一挙に沸騰した。
1934年1月3日、急進社会党の第2次カミーユ・ショータン内閣の植民相アルベール・ダリミエ (Albert Dalimier) が労働相であった当時、償還不能なこの公債を公然と推奨していた事実が暴露され、ダリミエは1月8日に辞任した。またショータンの親族が事件に関与していたことも露見し、内閣は激しい批判に晒された。

### スタヴィスキーの死
スタヴィスキーは事件が発覚すると、警視総監ジャン・シアップの旅行免状を用意してパリを脱出。警察による捜索の結果、1月8日、スイス国境のシャモニーにある別荘にて、頭に銃弾を受けて倒れているのを発見され、病院に搬送されたが2時間後に死亡した。警察当局は「警官隊に包囲され逃げられないと悟ったスタヴィスキーが、自ら命を絶った」と発表した。

### ショータン内閣の総辞職
しかし大半の新聞はこの発表の信憑性を疑い、「真相発覚を恐れた政界上層部が警察を使って行った口封じである」との見方を示した。殊に国粋主義団体の機関紙はこうした糾弾の急先鋒であった。政治の腐敗に対する世論の反発を勢力拡大の好機とみたアクション・フランセーズやクロア・ド・フーなどの国粋主義団体は、左派、右派を問わず数多くの政治家が事件に関与していたにも拘らず、左派勢力（ひいては議会主義）を激しく指弾する煽動を行い、1月27日にショータン内閣を総辞職に追い込んだ。

## その後

### ダラディエ内閣

エドゥアール・ダラディエ

1月30日、ショータンの後任としてエドゥアール・ダラディエを首班とする内閣が成立した。新首相に就任したダラディエは2月3日、左派勢力から「真相の隠蔽を図っているのではないか」との疑念を持たれていた警視総監シアップを解任し、当時フランスの保護領であったモロッコへ左遷した。しかし、この措置は右派閣僚の反発を招き、内閣は機能不全に陥った。国粋主義団体もダラディエを追及し、2月6日の晩、大衆を巻き込んだ大規模な反政府デモを起こした。この日は、ダラディエ内閣の信任投票が行われることになっていたが、上述のアクション・フランセーズ、クロア・ド・フーをはじめ、フランス連帯団 (Solidarité Française) 、フランシスム (Francisme) 、愛国青年同盟 (Jeunesses Patriotes) などの有力団体は、国会周辺に集まり声高に政府批判を展開。その一部は議場にまで雪崩れ込み、大混乱を起こした（1934年2月6日の危機）。この暴動で16名の死者と2,300余名の負傷者（人数は資料によって若干異なる）を出したため、ダラディエ内閣は議会からの信任を得たにも拘らず、責任を取って2月7日に総辞職した。

### ドゥメルグ内閣

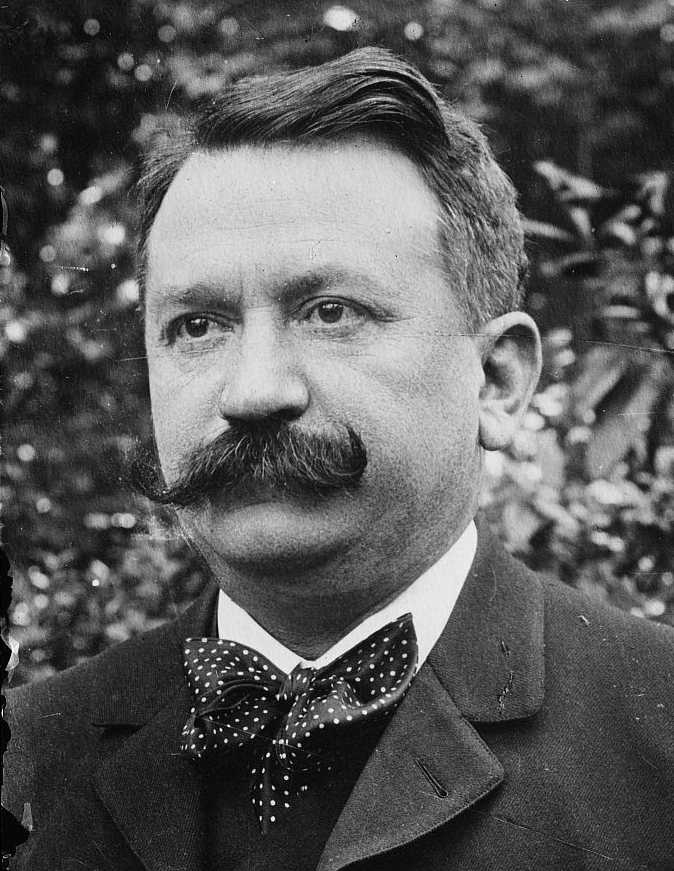
ガストン・ドゥメルグ

2月9日、前大統領ガストン・ドゥメルグ (Gaston Doumergue) が、5人もの首相経験者を閣僚に迎えた挙国一致に近い体制の新内閣を組織して、事態の収拾を図った。しかし同内閣は右派寄りの陣容であった（半ファシズムとまで呼ぶ研究者もいる）ため、今度は左派勢力が反政府運動を展開した。共産党はドゥメルグの組閣当日に、パリで内閣に反対する一大示威運動を行い、これを阻止しようとした警官隊と激しく衝突。流血の惨事を引き起こした。2月12日には、社会党や共産党、労働総同盟らの主導により、約450万人の労働者が24時間の全国的ゼネストを決行、また3月5日には「反ファシズム知識人監視委員会」が結成されるなど、左派勢力の巻き返しが図られた。これを契機に共産党と社会党は接近し、のちの人民戦線の成立に繋がった。

### その他

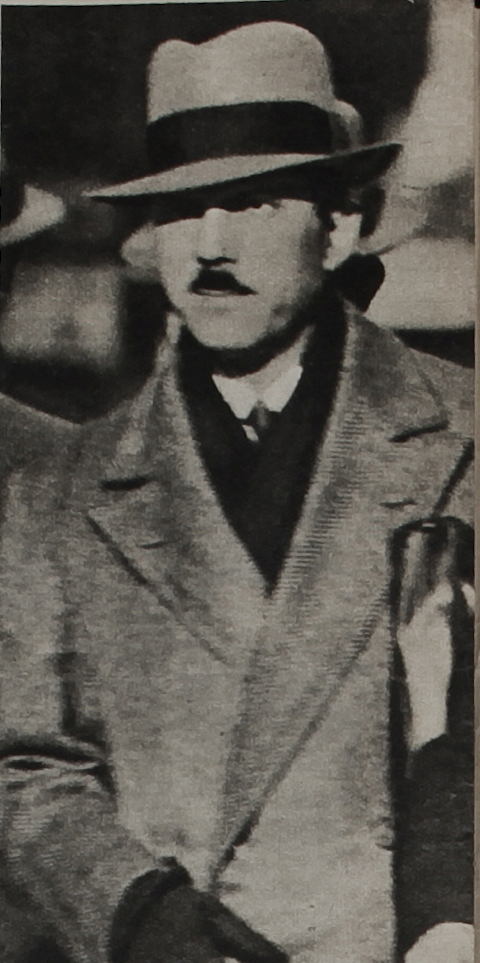
ピエール・ボニー『警部メグレ』のモデルとも言われている

この事件の捜査を指揮したピエール・ボニー警部は一連の捜査で名声を高めたものの、不正が発覚したことから1937年に免職。その後ナチス・ドイツ占領下でフランス人アウトローのアンリ・シャンベルラン(ラフォン)に雇われ、ゲシュタポやドイツ軍に協力。連合国軍による解放後に逮捕・処刑された。

## この事件を題材にした芸術作品
映画監督アラン・レネはこの事件をモデルにして、『薔薇のスタビスキー（原題: Stavisky）』（1974年、ジャン＝ポール・ベルモンド 主演）を製作した。
また、作家久生十蘭は、小説『十字街』（1952年）にて、ふとした事からスタヴィスキー事件に関わる秘密を知ってしまったために、殺し屋につけ狙われるようになった日本人男女を冷徹な筆致で描いた。フィクションながら、パリ滞在の経験と同事件に対する彼の関心の深さが、作品にリアリティーを与えている。